# 古尔班通古特沙漠

古尔班通古特沙漠的地理位置

古尔班通古特沙漠（維吾爾語：گۇربانتۈڭگۈت قۇملۇقى‎）位于新疆准噶尔盆地中央，玛纳斯河以东及乌伦古河以南，是中国第三大沙漠，同时也是中国面积最大的固定、半固定沙漠。古尔班通古特沙漠面积有大约4.88万平方公里，海拔300至600米，水源较多。年降水量70-150毫米，年均蒸发量超过2,000毫米。
沙陀部古代居於金莎山（今新疆博格达山，一说为尼赤金山）之南，蒲類海（今巴里坤湖）之東。因其境內沙陀磧（今古爾班通古特沙漠）而得名。